# Matthias Sturm
Matthias Sturm (* 22. August 1969 in Eisenach) ist ein deutscher Bildender Künstler.

## Leben
Sturm besuchte von 1985 bis 1988 die Abendklassen der Hochschule für Bildende Künste Dresden  während seiner Gymnasialzeit. Nach seinem Abitur versuchte er sich als Autodidakt. Nach dem Mauerfall ab 1990 fanden erste Ausstellungen in Westdeutschland statt. Zahlreichen Personalausstellungen in Deutschland folgen weitere Einzelausstellungen in den USA. 
Sturms  Malerei in einer vom Künstler geheimgehaltenen Drucktechnik handelt oft von frühkindlichen Traumata und ist vom deutschen Expressionismus sowie der italienischen Transavanguardia beeinflusst. Seit 1993 wurde er vom Galeristen Michael Pabst bis zu dessen  Tod in München in dessen Ausstellungsserien Pocket Gallery vertreten. 
Sturm lebt und arbeitet auf Château des Fougis in Thionne, Frankreich.

## Sammlungen (Auswahl)
- Sammlung Deutsche Bank
- Westheimer Family Collection, Oklahoma (Oklahoma City Museum of Art)
- Dallas Museum of Art
- Staatliche Kunstsammlungen Dresden Kunstfonds Sachsen
- Neuer Berliner Kunstverein
- Sächsische Staatskanzlei, Landesregierung Sachsen

## Einzelausstellungen (Auswahl)
- 1992 Büchergilde Gutenberg, Wiesbaden
- 1994 Galerie am Haagtor, Tübingen
- 1996 Privatgalerie Engelbrecht, Hamburg
- 1997 Galerie Lochte, Hamburg
- 1998 Galerie Pabst, München
- 1998 Stone by Stone Gallery, Dallas
- 1999 Stone by Stone Gallery, Dallas
- 1999 Witt & Boltom, Baltimore
- 2000 Stone by Stone Gallery, Dallas

## Gruppenausstellungen (Auswahl)
- 1991 Agonie Der Galerie Schauspielhaus Dresden, 1991
- 1992   Art 7 Nürnberg (Galerie Sauer)
- 1992   Art Cologne (Galerie Sauer)
- 1993 Alle Sieben Art Pont & Wirtschaftsförderung Sachsen, Dresden
- 1993 Von Schiele bis Beuys Galerie Michael Pabst, München
- 1993 Pocket Gallery Galerie Michael Pabst, Wien
- 1994 Fahnen Ost - West Internationales Jazz Festival Ost-West, Meistersingerhalle, Nürnberg
- 1994 Kleinformate des XX. Jahrhunderts, Galerie Pabst, München
- 1997   Galerie Lochte, Hamburg
- 1999 Accrochage Stone by Stone Gallery, Dallas
- 1997–2008 Kleinformate des XX. Jahrhunderts, Galerie Pabst, München